# Larry Goldings

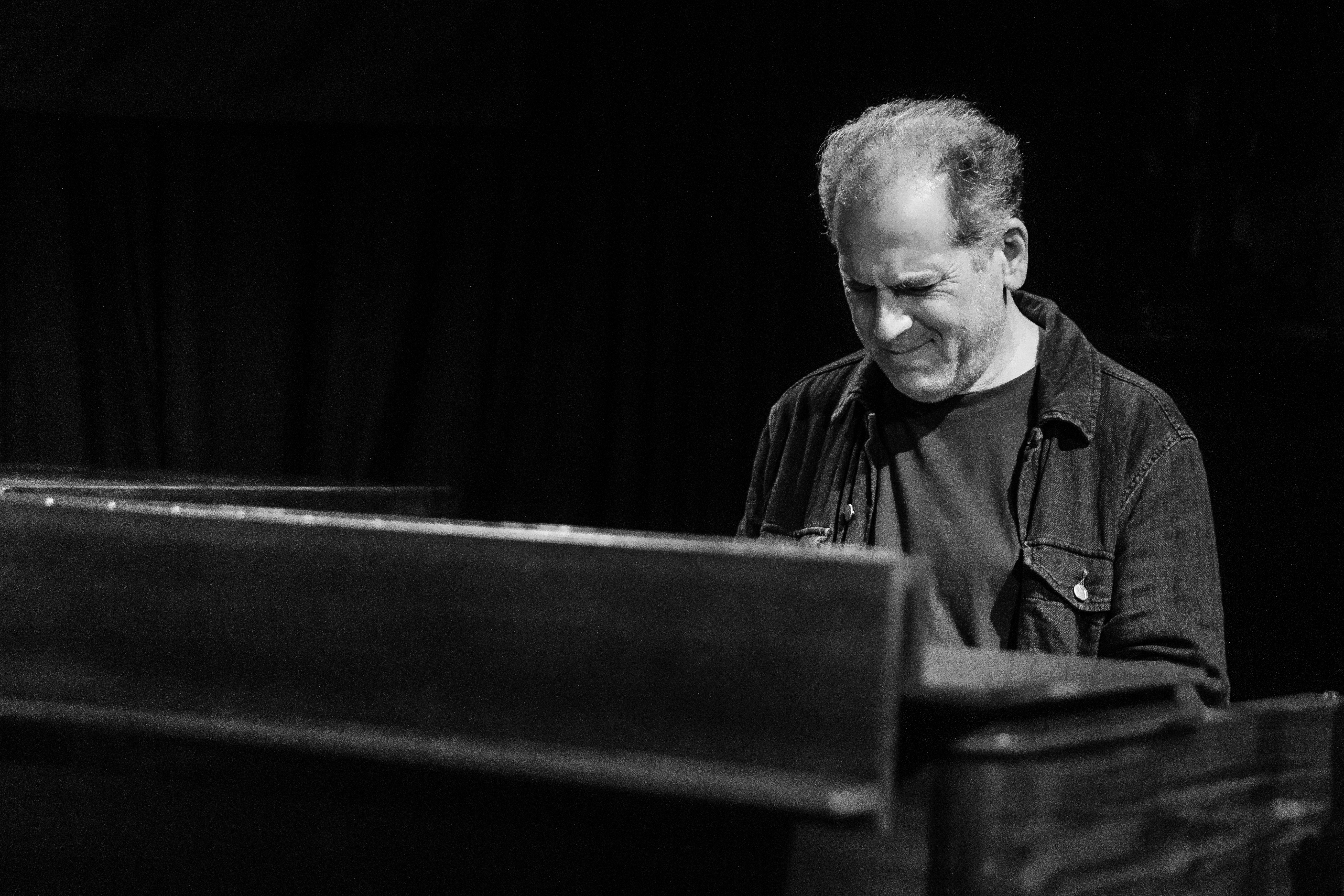
Larry Goldings (2023)

Larry Goldings (* 28. August 1968 in Boston, Massachusetts) ist ein US-amerikanischer Jazzmusiker (Orgel, Piano) und Komponist.

## Leben und Wirken
Larry Goldings begann im Alter von neun Jahren mit Klavierstunden. Erst ab etwa 1990 wandte er sich auch der Hammond-B3 zu. Goldings’ Spiel zeichnet sich durch eine immense stilistische Beweglichkeit aus: Zusammen mit Maceo Parker spielt er Funk, mit Kollegen wie James Taylor oder Norah Jones Folk- und Popmusik, in Verbindung mit John Scofield modernen Jazz mit Blues-Grundierung und im Trio mit Jack DeJohnette und John Scofield eher abstrakten Jazz. Daneben legte er an James P. Johnson oder Erroll Garner erinnernde Piano-Einspielungen von klassischen Jazzstandards vor. Die Musik seines eigenen Trios, in dem häufig Bill Stewart und Peter Bernstein mitwirken, legt ebenfalls von dieser Vielseitigkeit Zeugnis ab.

## Diskographische Hinweise
Aufnahmen unter eigenem Namen
- The Intimacy of the Blues (1991)
- Light Blue (minor music 1992)
- Caminhos Cruzados (1993)
- Whatever It Takes (1995)
- Big Stuff (1996)
- Moonbird (1999)
- The Voodoo Dogs (2000)
- As One (2001)
- Sweet Science (2002)
- Quartet (2006)
- Hamond Street (2006)
- In My Room (2011)
- Ramshackle Serenade (Pirouet Records 2014)
- Larry Goldings, Peter Bernstein & Bill Stewart: United (2022)
- Melinda Sullivan & Larry Goldings: Big Foot (2024)

Aufnahmen als Sideman
- Maceo Parker: Mo' Roots (1991)
- John Scofield: Groove Elation (1995)
- Javon Jackson Pleasant Valley (Blue Note, 1999)
- Curtis Stigers: Secret Heart (2002)
- Curtis Stigers: You Inspire Me (2003)
- Jack DeJohnette, Larry Goldings & John Scofield: Saudades (2006)
- Till Brönner: Oceana (2006)
- James Taylor: One Man Band (2007)
- Bob McChesney: Chez Sez (2015)
- Scary Pockets: Scary Goldings (2018)